# Fuschl am See
Fuschl am See  är en ort och kommun i Österrike. Den ligger i distriktet Salzburg-Umgebung i förbundslandet Salzburg,  230 kilometer väster om huvudstaden Wien. 